# Gimnazjum Polskie w Gdańsku

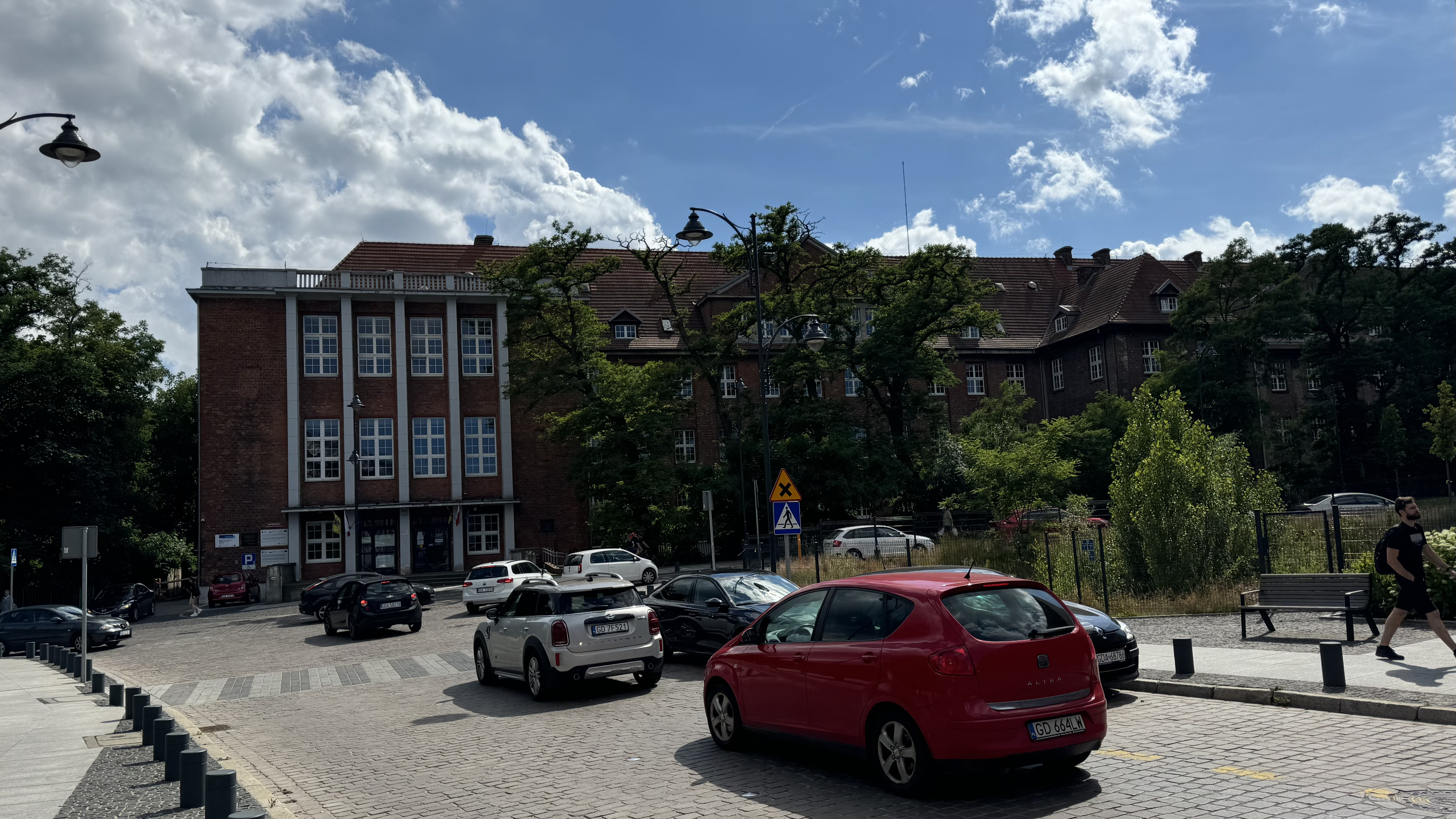
Gmach od strony frontowej, w którym mieściło się Gimnazjum Polskie w Gdańsku, 2024

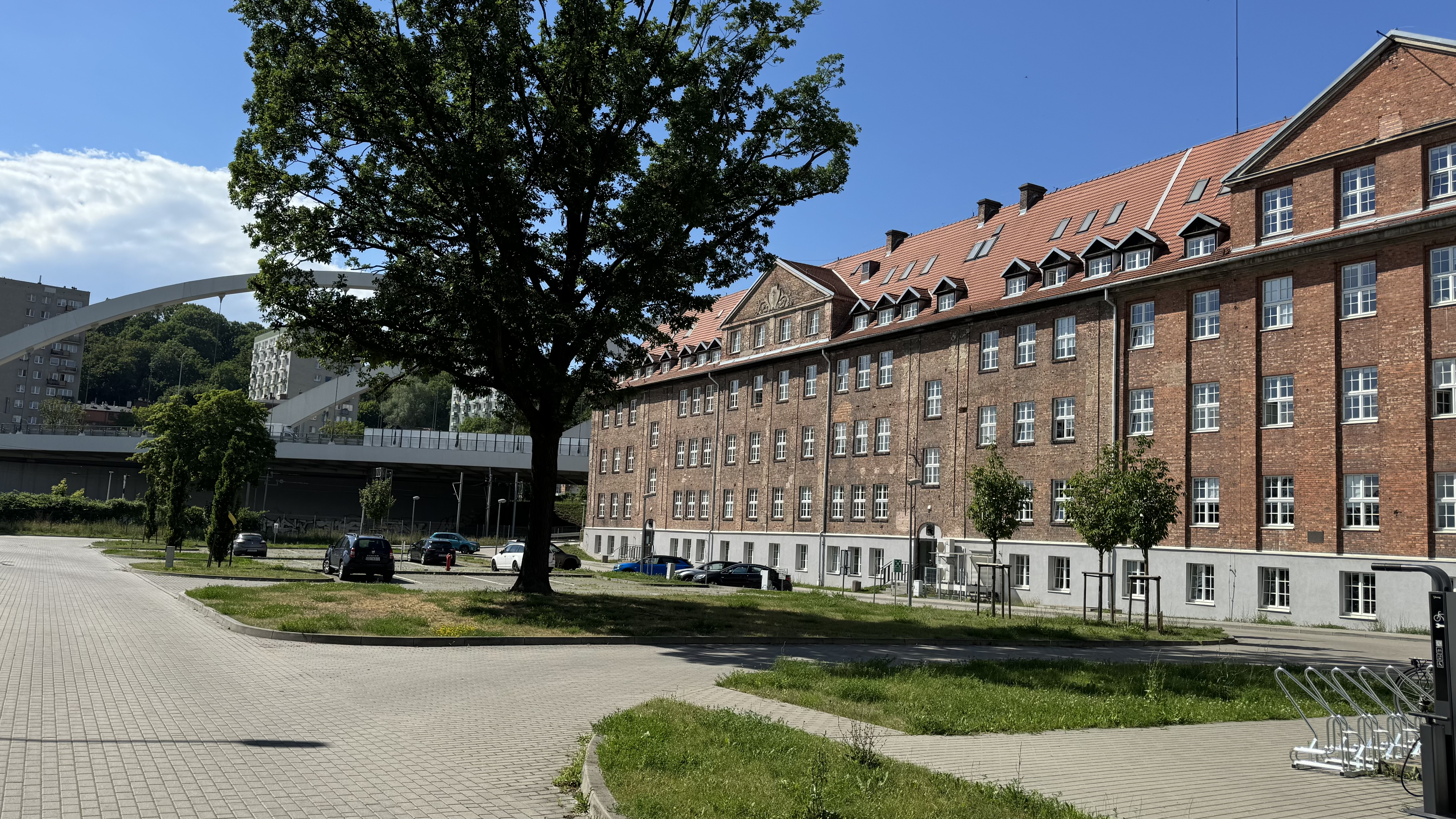
Gmach dawnego Gimnazjum Polskiego (widok od tyłu), 2024

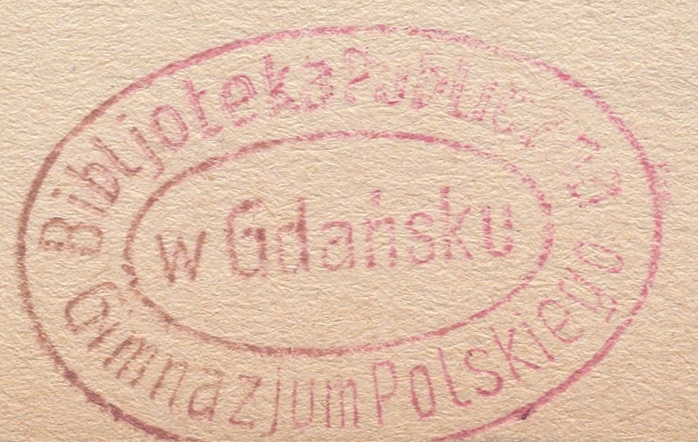
Przedwojenna pieczęć biblioteczna Gimnazjum Polskiego w Gdańsku

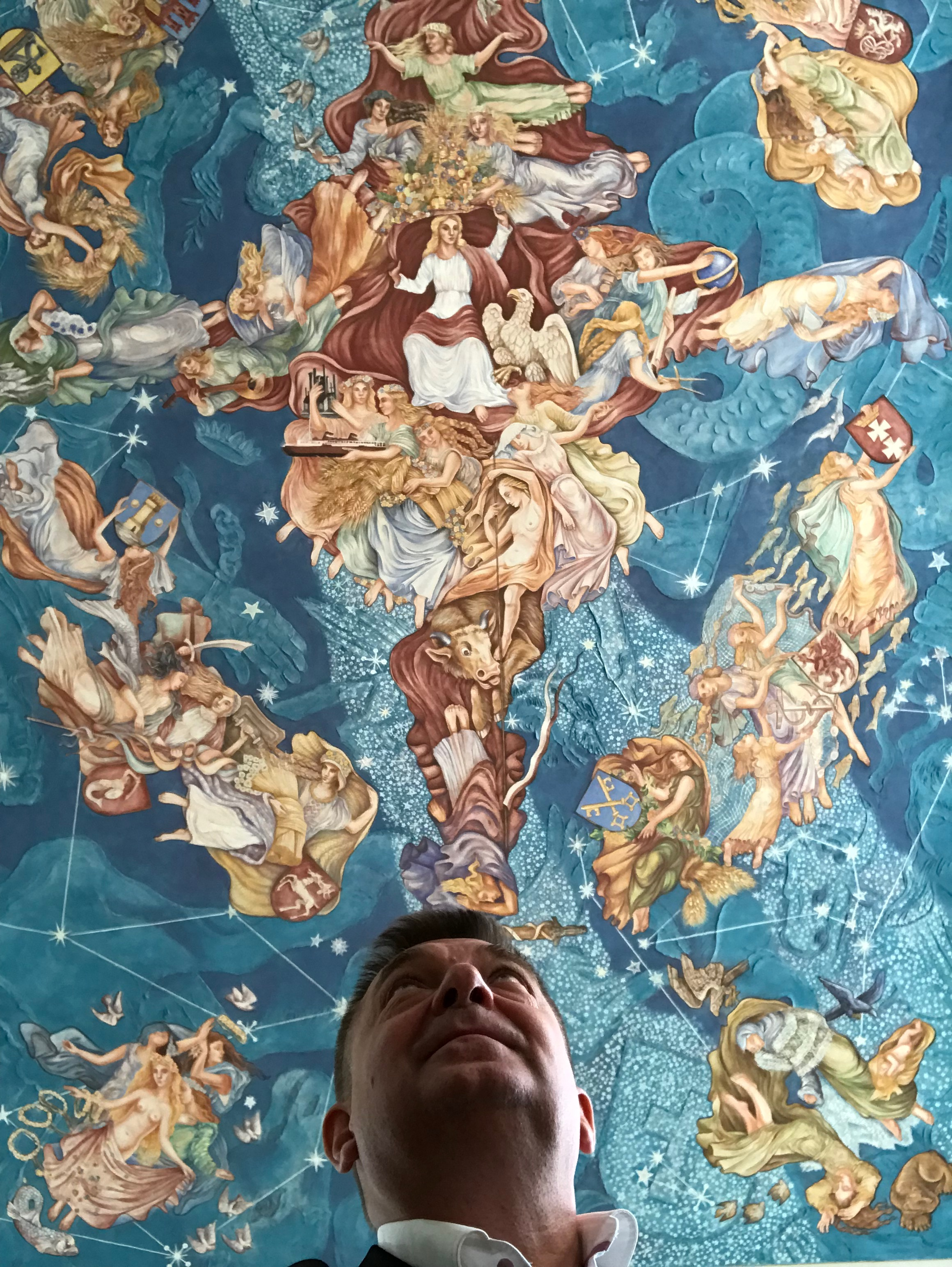
Odtworzony fresk Polskie niebo

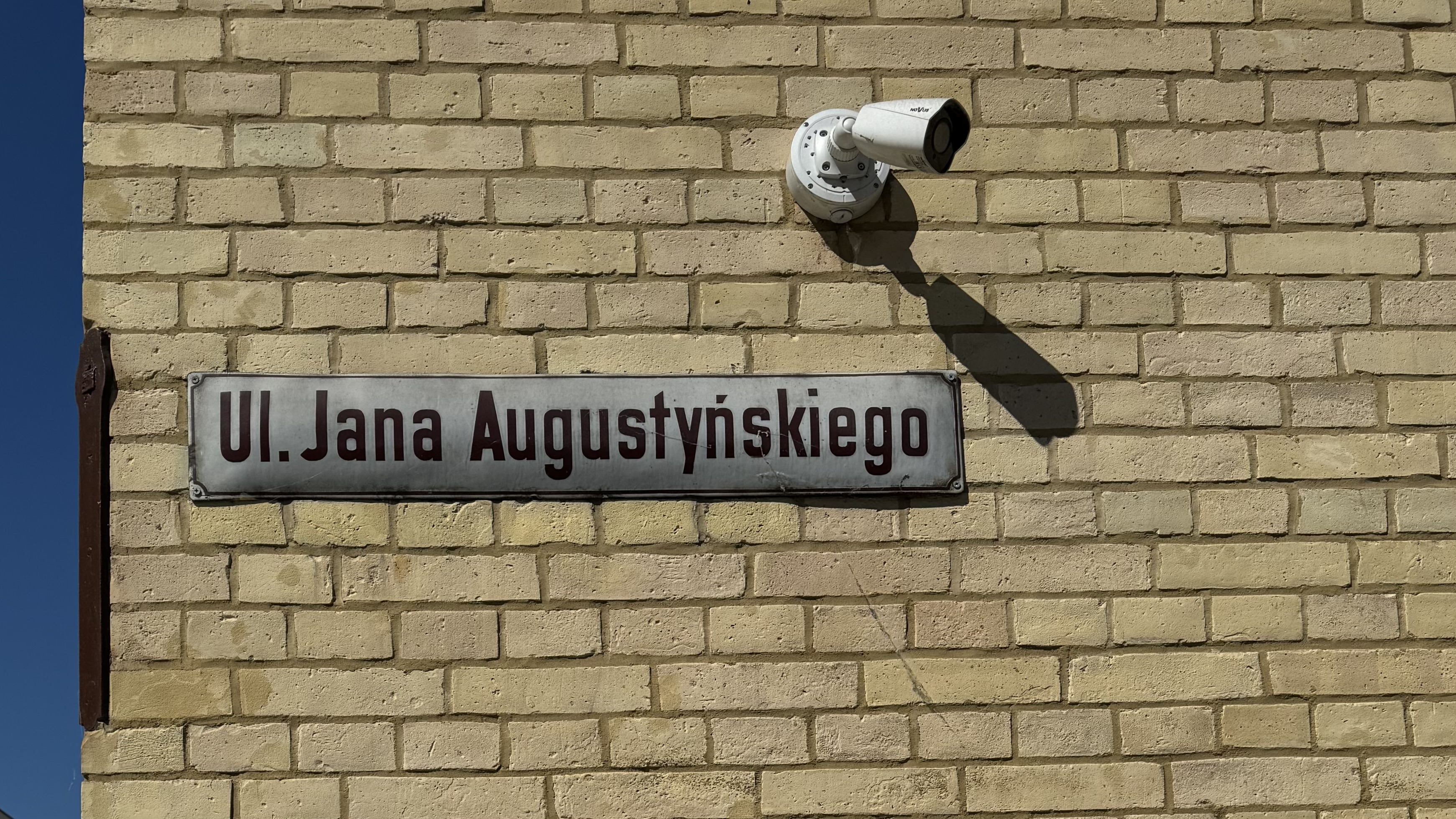
Ulica, przy której mieściło się Gimnazjum Polskie nosi imię Jana Augustyńskiego

Gimnazjum Polskie w Gdańsku, od 1935 Gimnazjum im. J. Piłsudskiego Macierzy Szkolnej w Gdańsku, zwane gamają – szkoła średnia kształcąca młodzież na poziomie maturalnym, działająca w Gdańsku (na terenie Wolnego Miasta Gdańska) w latach 1922–1939.

## Historia
Była to szkoła prywatna, utworzona przez Gdańską Macierz Szkolną na podstawie zezwolenią Senatu Wolnego Miasta Gdańska z 12 grudnia 1921. Na siedzibę gimnazjum Komisarz Generalny RP w Gdańsku, minister Leon Pluciński przekazał były gmach koszar z 1910 przy ul. Am Weissen Turm 1 (obecnie ul. J. Augustyńskiego 1) na przedmieściu Petershagen (obecnie Zaroślak). Szkoła została uruchomiona między innymi dzięki staraniom pisarza Stanisława Przybyszewskiego, który organizował zbiórki pieniężne na remont budynku. Naukę rozpoczęto 9 maja 1922, a uroczyste otwarcie szkoły miało miejsce 13 maja. Było to gimnazjum koedukacyjne, o strukturze gdańskiej typu frankfurckiego, matematyczno-przyrodnicze z językami klasycznymi. Nauka trwała 9 lat. Do szkoły mogły uczęszczać dzieci obywateli gdańskich pochodzenia polskiego oraz polskich zatrudnionych w Wolnym Mieście. Nauka była płatna, jednak znaczna część uczniów korzystała z różnego rodzaju ulg bądź była zupełnie zwolniona z opłat. Szkoła była jedynym polskim gimnazjum w Wolnym Mieście Gdańsku.
Senat gdański, wyrażając zgodę na otwarcie gimnazjum, zastrzegł, że nie będzie udzielać subwencji, a sprawę uznania świadectw ustali w latach 1926–1927. W roku tym po raz pierwszy przeprowadzono w gimnazjum egzaminy dojrzałości, jednak sprawa uznania świadectw była przez władze gdańskie odwlekana, a zabiegi Macierzy Szkolnej i rządu polskiego nie przynosiły rezultatów. Ostatecznie Gimnazjum Polskie uzyskało prawa szkoły publicznej dopiero w wyniku umowy polsko-gdańskiej zawartej 18 września 1933.
Program nauczania obejmował m.in. naukę języka polskiego, kurs literatury polskiej oraz historii Polski i kultury ojczystej.
W latach 1935–1938 dokonano rozbudowy gmachu gimnazjum. Dzięki zdolnościom organizacyjnym dyrektora, gimnazjum uzyskało szereg doskonale wyposażonych gabinetów i laboratoriów. Na krótko przed wybuchem II wojny światowej, w reprezentacyjnej auli szkoły powstał patriotyczny fresk, zatytułowany „Polskie niebo” (autorstwa Bolesława Cybisa i Jana Zamoyskiego). Malowidło zostało zniszczone zaraz po wkroczeniu do Gdańska armii Hitlera.

## Kadra
Pierwszym dyrektorem szkoły został dr Antoni Snowiński (do lata 1922), następnymi byli Wilhelm Urbanicki, Feliks Ziemkowski, a od 1925 aż do wybuchu II wojny światowej w 1939 funkcję tę pełnił Jan Augustyński. Jego zastępcą był w latach 1928–1939 Adam Czartkowski, profesor botaniki, historyk kultury, tajny korespondent polityczny „Kuriera Warszawskiego”, jeden z twórców i aktywistów Gdańskiego Towarzystwa Przyjaciół Nauki i Sztuki (od 1930 jego sekretarz generalny, a w latach 1937–1939 wiceprezes).
Wśród nauczycieli szkoły byli m.in. Michał Urbanek (1926-1939, dokonał zamknięcia gimnazjum z polecenia władz polskich 31 sierpnia 1939), Jadwiga Zaleska, Tadeusz Adamczyk, Janina Ślączka, Bronisław Gaweł. Marcin Dragan, Bernard Janik, Barbara Mielcarzewicz, Jan Panieński, Władysław Pniewski, Józef Wełniak, Adam Wiakowski-Dolina, Jadwiga Zaleska, Ferdynand Śliwa, Helena Żelewska.

## Podział klas
W gimnazjum obowiązywał podział klas według systemu pruskiego (na liście od najmłodszej).
- Seksta
- Kwinta
- Kwarta
- Niższa tercja
- Wyższa tercja
- Niższa sekunda
- Wyższa sekunda
- Niższa pryma
- Wyższa pryma